# Allium leucosphaerum
Allium leucosphaerum är en amaryllisväxtart som beskrevs av James Edward Tierney Aitchison och John Gilbert Baker. Allium leucosphaerum ingår i släktet lökar, och familjen amaryllisväxter. Inga underarter finns listade i Catalogue of Life.